# Lijst van burgemeesters van Stad aan 't Haringvliet
Dit is een lijst van burgemeesters van de voormalige Nederlandse gemeente Stad aan 't Haringvliet tot die gemeente in 1966 opging in de gemeente Middelharnis.
| Ambtsperiode | Naam burgemeester                                      | Partij of stroming | Bijzonderheden |
| ------------ | ------------------------------------------------------ | ------------------ | --- |
| 1825 - 1836  | Lambertus (L.) Kolff van Oosterwijk                    |                    | |
| 1836 - 1841  | Charles Jean Gerard Chandon                            |                    | schoonzoon van voorganger |
| 1843 - 1877  | Lambertus Constantinus Catharinus Kolff van Oosterwijk |                    | zwager van voorganger, tevens burgemeester van Middelharnis (1852-1856) en Den Bommel (1859-1877)                                             |
| 1877 - 1903  | Mr. C. van Mens                                        |                    | |
| 1903 - 1924  | C.J. Sterk                                             |                    | |
| 1924 - 1944  | F. Nieborg                                             |                    | |
| 1944? - 1945 | A.P.L. Bia                                             | NSB                | tevens tijdens (deel van) deze periode burgemeester van Ooltgensplaat, Den Bommel, Oude Tonge en Nieuwe Tonge, later burgemeester van Boskoop |
| 1945 - 1946  | F. Nieborg                                             |                    | later burgemeester van De Lier |
| 1946 - 1953  | Bram (A.L.C.) Brinkman                                 | ARP                | later o.a. burgemeester van Giessendam |
| 1953 - 1954  | J.J.A. Kruijff                                         | CHU                | waarnemend, tevens burgemeester van Den Bommel, later burgemeester van Steenderen                                                             |
| 1954 - 1960  | Christiaan van Hofwegen                                | PvdA               | waarnemend, tevens burgemeester van Nieuwe Tonge, later o.a. burgemeester van Gouda                                                           |
| 1960 - 1966  | Cornelis (C.) Nieuwenhuizen                            | ARP                | waarnemend, tevens waarnemend burgemeester van Nieuwe Tonge, later burgemeester van Giessenburg en Schelluinen                                |